# Godefroid Xhrouet

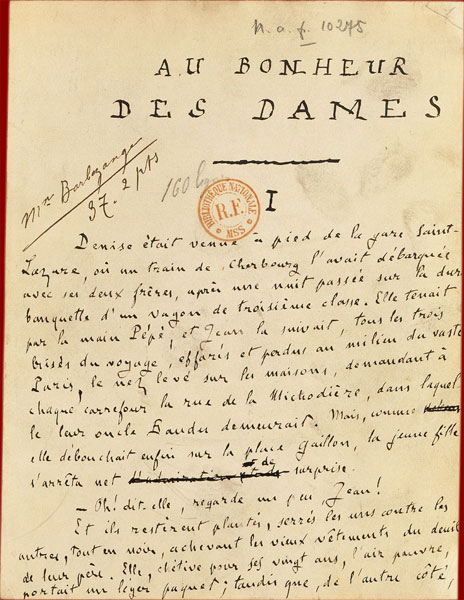
Au Bonheur des Dames, Émile Zola, 1883

Godefroid Xhrouet, né le 20 janvier 1833 à Verviers (Province de Liège) et mort le 4 décembre 1886, est un commerçant belge. Il crée à Verviers le Grand Bazar parisien.

## Biographie
Vers 1875, Godefroid Xhrouet importe à Verviers le concept de grand magasin développé par Aristide Boucicaut en 1852 à Paris ; ce sera le premier grand magasin de Verviers, place Verte. Cette ville, cité industrielle et lainière, en son âge d’or, compte alors environ 50 000 habitants intra-muros. Le premier Grand Bazar de Liège, métropole voisine, verra le jour, pour sa part, en 1885 sous l’initiative d’Auguste Thiriart. Vu le succès immédiat de Boucicaut, ce dernier sera rapidement suivi à Paris par des concurrents, Les Grands Magasins du Louvre en 1855, À la Belle Jardinière en 1856, Le Printemps en 1865, La Samaritaine en 1869.
Godefroid Xhrouet destine alors ses trois fils à la gestion de l’entreprise : responsable des achats, de la gestion commerciale et de la comptabilité. Grâce au développement du chemin de fer, dont la gare de Verviers-Ouest, créée en 1843, celle de Paris-Nord en 1846, puis Verviers-Est en 1867, il se rend mensuellement à Paris pour l’achat de ses marchandises. « L’organisation au sein de l’entreprise des Grands Magasins est autrement complexe que dans les magasins de nouveautés, notamment en ce qui concerne le personnel. Dans ces derniers, les patrons demeurent quelque peu des boutiquiers, alors que dans les premiers, ils sont tenus d’agir en entrepreneurs. Les achats, les négociations commerciales, la gestion des stocks sont en effet beaucoup plus complexes. Dans un grand magasin, la rigueur de l’administrateur l’emporte sur le dynamisme ou le simple talent commercial ».
Dans la ville Lumière, il pouvait y retrouver la boulangerie Xhrouet de Spa (1865-1940), boulevard des Batignolles ou le manège de l’Étoile (1883 -1904) de Gustave Xhrouet où Clemenceau avait ses chevaux.
Le 4 décembre 1886, l'incendie du grand magasin sera fatal à cette initiative entrepreneuriale ; Godefroid Xhrouet et son épouse meurent dans l’accident, deux fils réussissent à s’échapper par les toits, le grand magasin est détruit. Ces derniers s’installeront à Bruxelles en 1898, l’un dans l’import-export de montres suisses, boulevard de la Senne (aujourd’hui boulevard Émile Jacqmain), l’autre dans le commerce et la fabrication de cadres d’ornement pour tableaux, au no 192 de la rue Royale, « Maison d’encadrement Charles Xhrouet  » face au nouvel hôtel Astoria voulu par Léopold II pour l’exposition universelle de Bruxelles de 1910.
Aujourd’hui, après ses reconstructions, le Grand Bazar de Verviers existe toujours. Le Grand Bazar de Verviers sera reconstruit en 1896 et sera agrandi considérablement dix ans plus tard, en 1907. Un nouvel incendie détruira complètement le bâtiment en 1938. Il sera reconstruit dans le style béton-bateau que Verviers connaît encore aujourd’hui.

## Note
1. ↑  Godefroid Xhrouet est issu de Godefrin Xhrouet de Spa, nonagénaire et premier du nom (+1640)
2. ↑  Les Xhrouet de Spa se sont illustrés à Paris au XVIIIe siècle avec, entre autres, Lambert Xhrouet, tourneur du duc d’Orléans, Philippe Xhrouet, peintre de Sèvres inventant la couleur rose-Pompadour, Mathieu-Antoine Xhrouet, peintre pour les Gobelins, l’imprimerie Xhrouet éditant le premier quotidien de France
3. ↑  Avenue de la Grande-Armée
4. ↑  En 1883 paraît Au Bonheur des Dames d’Émile Zola
5. ↑  « Il [Clemenceau] venait monter lui-même ses chevaux, tous les matins » in Le Soir illustré, Bruxelles, 1939
6. ↑  L’incendie des grands magasins était malheureusement assez fréquent. Ils étaient éclairés au gaz
7. ↑  On retrouve E. Xhrouet à Verviers, fabricant de montres vers 1910
8. ↑  Maurice Xhrouet, son fils aîné, deviendra sculpteur statuaire. Le fils benjamin de ce dernier, Daniel Xhrouet (°1928), deviendra directeur des grands magasins Hayoit à Bruxelles